# Roger Henrotay
Roger Henrotay (ur. 28 maja 1949 w Oupeye) – belgijski piłkarz grający na pozycji ofensywnego pomocnika. Był reprezentantem Belgii.

## Kariera klubowa
Swoją karierę piłkarską Henrotay rozpoczął w klubie Standard Liège, w barwach którego zadebiutował w sezonie 1968/1969 w pierwszej lidze belgijskiej i grał w nim do 1975 roku. Wraz ze Standardem wywalczył trzy mistrzostwa Belgii w sezonach 1968/1969, 1969/1970 i 1970/1971 oraz wicemistrzostwo w sezonie 1972/1973. W sezonie 1975/1976 występował w Royalu Charleroi. W 1976 roku przeszedł do KSC Lokeren, w którym spędził trzy sezony. Z kolei w 1979 roku trafił do RFC Liège, którego zawodnikiem był do 1984 roku. W latach 1984–1986 grał w czwartoligowym Union Hutoise, w którym zakończył karierę.
| Sezon   | Klub            | Kraj   | Rozgrywki  | Mecze | Gole |
| ------- | --------------- | ------ | ---------- | ----- | ---- |
| 1968/69 | Standard Liège  | Belgia | Division 1 | 8     | 1    |
| 1969/70 | Standard Liège  | Belgia | Division 1 | 6     | 1    |
| 1970/71 | Standard Liège  | Belgia | Division 1 | 16    | 3    |
| 1971/72 | Standard Liège  | Belgia | Division 1 | 30    | 9    |
| 1972/73 | Standard Liège  | Belgia | Division 1 | 22    | 3    |
| 1973/74 | Standard Liège  | Belgia | Division 1 | 27    | 5    |
| 1974/75 | Standard Liège  | Belgia | Division 1 | 38    | 14   |
| 1975/76 | Royal Charleroi | Belgia | Division 1 | 25    | 8    |
| 1976/77 | KSC Lokeren     | Belgia | Division 1 | 33    | 3    |
| 1977/78 | KSC Lokeren     | Belgia | Division 1 | 12    | 2    |
| 1978/79 | KSC Lokeren     | Belgia | Division 1 | 30    | 3    |
| 1979/80 | RFC Liège       | Belgia | Division 1 | ?     | ?    |
| 1980/81 | RFC Liège       | Belgia | Division 1 | 30    | 2    |
| 1981/82 | RFC Liège       | Belgia | Division 1 | 27    | 4    |
| 1982/83 | RFC Liège       | Belgia | Division 1 | ?     | ?    |
| 1983/84 | RFC Liège       | Belgia | Division 1 | ?     | ?    |
| 1984/85 | Union Hutoise   | Belgia | IV liga    | ?     | ?    |
| 1985/86 | Union Hutoise   | Belgia | IV liga    | ?     | ?    |

## Kariera reprezentacyjna
W reprezentacji Belgii Henrotay zadebiutował 17 kwietnia 1974 w zremisowanym 1:1 towarzyskim meczu z Polską, rozegranym w Liège. Grał w eliminacjach do Euro 76. W kadrze narodowej rozegrał 4 mecze, wszystkie w 1974 i strzelił 1 gola.